# Cenzor
Kako bi ustanovila imovno stanje građana Rima i povećala obrambenu sposobnost a ujedno i olakšala dužnosti konzulima, Republika je uspostavila 443. pr. Kr. dužnost cenzora, koji su bili neovisni o konzulatu. Cenzori su ubrzo stekli toliki ugled da su kandidati za tu dužnost mogli biti samo bivši konzuli. Cenzorsku dužnost su vršila dva cenzora i mandat im je trajao, na početku 5 godina a kasnije, 18 mjeseci. Dužnost im je bila zaštićena imunitetom i nisu bili nikome odgovorni, ali nisu posjedovali imperium i nisu mogli biti ponovno birani na dužnost.  U hijerarhiji su zauzimali mjesto između konzula i pretora. Kraj mandata je bio obilježavan ritualnim očišćenjem građana (lustrum) kroz žrtvovanje neke životinje (suovetaurilia). Pred kraj Rimske Republike cenzuri su izgubili svoje ovlasti. Od vremena cara Augusta, curatores (činovnici) preuzimaju dužnosti cenzora.
Zadaće:
- nadzor javnog morala i običaja (cura morum)
- provedba census civium (imovno stanje građana) i upis građana u tribune - svakih pet godina
- ustanovljavanje državnog budžeta
- popunjavanje Senata
- pravo isključivanja senatora iz Senata zbog nemorala
- pravo brisanja equituma (vitez) iz census equitum (popis vitezova u konjaničkim centuriama)
- iznajmljivanje državne imovine i usluga zakupcima
- briga o državnim cestama, vodovodima i hramovima